# New South China Mall

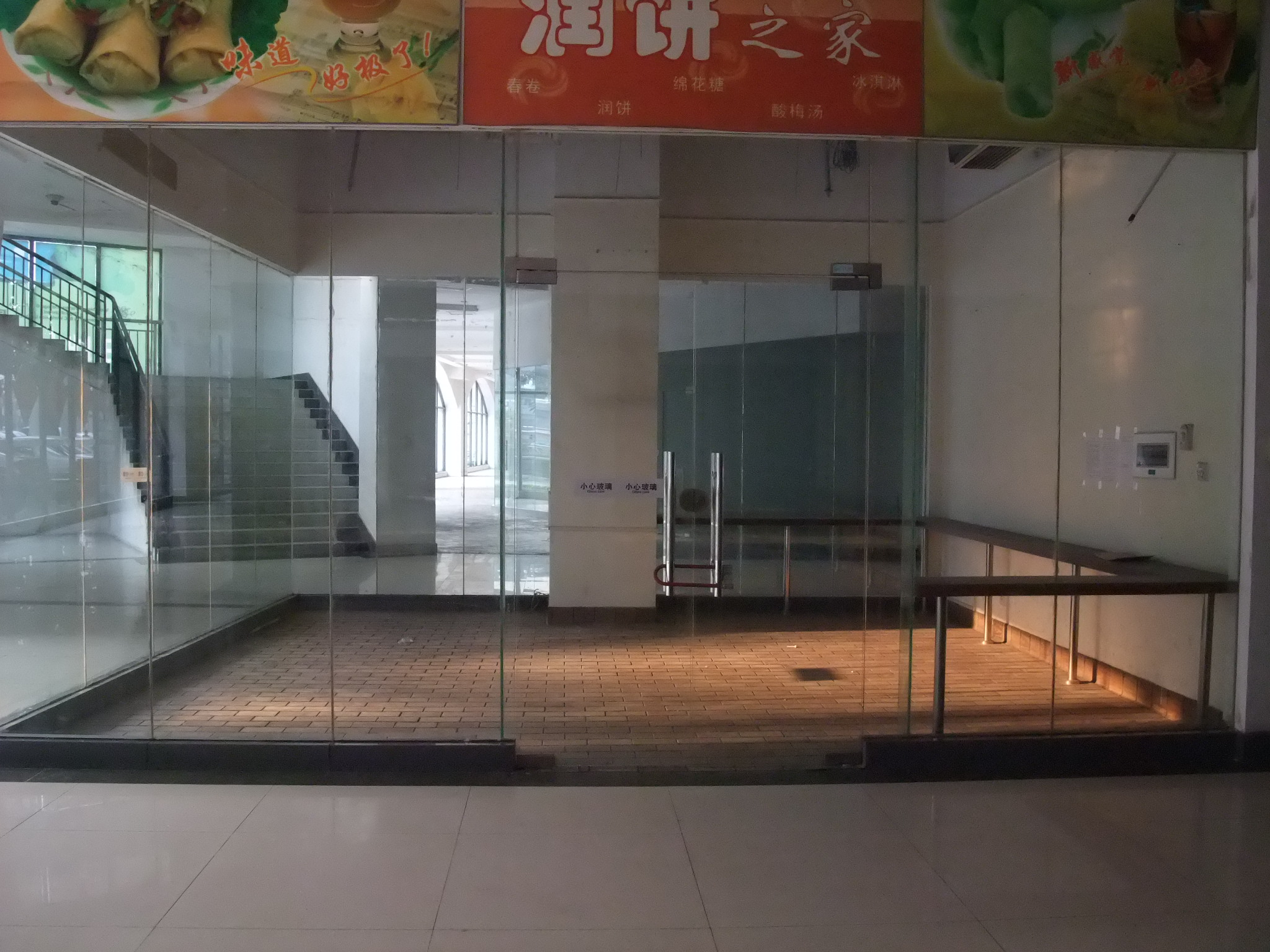
Eine von ungefähr 1000 leerstehenden Verkaufsflächen in der South China Mall

Die South China Mall ist ein Einkaufszentrum nördlich von Hongkong in Dongguan, Volksrepublik China.
Mit rund 1.500 Geschäften auf 660.000 Quadratmetern Verkaufsfläche ist die South China Mall das derzeit zweitgrößte Einkaufszentrum der Welt. Es wurde im Jahr 2005 eröffnet und verfügt über Themenparks, eine 553 m lange Achterbahn, ein IMAX-Kino, einen Hotelkomplex und einen Nachbau des Arc de Triomphe in Originalgröße. Die Kosten für den Bau beliefen sich auf rund 1,1 Milliarden Euro.
Das zweite Einkaufszentrum leidet seit seiner Eröffnung bis heute unter extremem Kundenmangel und daraus resultierender hoher Leerstandsquote. Die South China Mall wird als eine der größten Fehlplanungen unserer Zeit gesehen.  Laut Medienberichten lag die Leerstandsquote 2011 bei 99 %. Demzufolge kann das Einkaufszentrum der Kategorie der „Dead Mall“ zugeordnet werden.